# 諾伊邁爾角
諾伊邁爾角（英語：Cape Neumayer）是南極洲的海岬，處於特里尼蒂島東北瑞，屬於帕默群島的一部分，由瑞典探險隊繪入地圖和命名，現時由南極條約體系管理。